# Celastrina tanarata
Celastrina tanarata är en fjärilsart som beskrevs av Corbet 1937. Celastrina tanarata ingår i släktet Celastrina och familjen juvelvingar. Inga underarter finns listade i Catalogue of Life.